# Nikita Łobincew
Nikita Konstantinowicz Łobincew (ros. Никита Константинович Лобинцев; ur. 21 listopada 1988 w Swierdłowsku) – rosyjski pływak specjalizujący się w stylu dowolnym, mistrz świata na krótkim basenie, dwukrotny mistrz Europy.
Do największych sukcesów Łobincewa zalicza się zdobycie dwóch medali podczas igrzysk olimpijskich. Pierwszy, srebrny, zdobył w 2008 roku w Pekinie w sztafecie 4 × 200 m stylem dowolnym. Cztery lata później, w Londynie Rosjanin popłynął w sztafecie na dystansie 4 × 100 m stylem dowolnym wygrywając brązowy medal.
Na mistrzostwach świata na długim basenie Łobincew w 2009 roku w Rzymie zajął drugie miejsce w sztafecie 4 × 200 m stylem dowolnym. Podczas mistrzostw świata na krótkim basenie w 2010 roku w Dubaju rosyjski pływak wygrał pięć medali, w tym złoty w wyścigu 4 × 200 m stylem dowolnym.
Łobincew jest również dwukrotnym mistrzem Europy. W 2010 roku zwyciężył w konkurencjach sztafetowych na 4 × 100 m i 4 × 200 m stylem dowolnym w Budapeszcie. Łącznie na mistrzostwach Europy Rosjanin wywalczył pięć medali. Na mistrzostwach Europy na krótkim basenie Łobincew zdobył srebrny i brązowy medal.
Łobincew został odznaczony tytułem Zasłużonego Mistrza Sportu oraz w 2009 roku Orderem „Za zasługi dla Ojczyzny”.

## Odznaczenia
- Zasłużony Mistrz Sportu
- Order „Za zasługi dla Ojczyzny” II klasy (2009)